# Muro de Bellós
Muro de Bellós es un pueblo del municipio de Puértolas, en la provincia de Huesca (Aragón, España). Habitado hasta recientemente, sus últimos habitantes ahora residen en Escalona.
Se accede al pueblo por una pista forestal desde Escalona. El despoblado se hizo famoso como lugar de rodaje de la película Bajo la piel del lobo.

## Historia
Existen vestigios de población en el valle del Bellós desde época neolítica. 
La estructura del pueblo, en lo alto de un tozal vigilando el valle del Cinca a un lado y el de Puértolas al otro, es arquetípica de una fortificación de tipo "muro", característica del pirineo oscense y que origina el nombre de la localidad. Su ubicación en alto es igualmente el origen del mote tradicional de sus habitantes, "tañeburros", en referencia a la necesidad de azuzar a los animales para que suban.
Muro de Bellós era parte del arquedianato de los Valles del Sobrarbe en el año 1279. En 1360 el rey Pedro IV de Aragón concedió el privilegio de infanzones a sus habitantes tras un pleito.
Con la instauración del impuesto de las Generalidades en 1364 quedó integrado en la sobrecollida de Aínsa. En el fogaje de 1488 se contabilizaron 8 fuegos u hogares en la localidad. En los fogajes de 1495, 1543 y 1551 cuenta con diez fuegos, con una contribución de diez sueldos. Las ocho casas de la localidad se han mantenido como el esquema urbano de esta durante los siglos posteriores.
Tras el establecimiento de los ayuntamientos modernos, la localidad tuvo ayuntamiento propio hasta el año 1834, cuando Muro y Puyarruego fueron fusionados. El ayuntamiento Puyarruego-Muro sólo sobrevivió once años, hasta que fue integrado en Labuerda en 1845. A finales del siglo XIX el municipio integró el resto de pueblos del valle de Puértolas, alcanzando su extensión actual.
El siglo XX vio la localidad afectada por la despoblación imperante en el Pirineo. A comienzos del siglo XXI, sus últimos habitantes se trasladaron a Escalona. El despoblado fue uno de los lugares de rodaje de la película Bajo la piel del lobo en 2017, motivando que se adecuara la pista de acceso a la localidad. En 2019 fue de nuevo usado para el rodaje de Armugán, otra película ambientada en el Pirineo.

## Patrimonio
En la localidad se conservan los restos de la antigua iglesia, dedicada a Santa María.

## Fiestas
- 2 de febrero, Fiesta Menor (La Candelaria).
- 25 de mayo, Fiesta Mayor (Virgen de la Ascensión)